# Bruno Turco
Bruno Henrique Turco (Piracicaba, 30 luglio 1991) è un ex calciatore brasiliano, di ruolo centrocampista.

## Carriera

### Club
Ha giocato nella massima serie dei campionati brasiliano, portoghese, cipriota e paraguaiano.